# Тулома (совхоз)
«Тулома» — сельскохозяйственное предприятие в Мурманской области. Полное наименование — Государственное областное унитарное сельскохозяйственное предприятие (племенной репродуктор) «Тулома».

## История

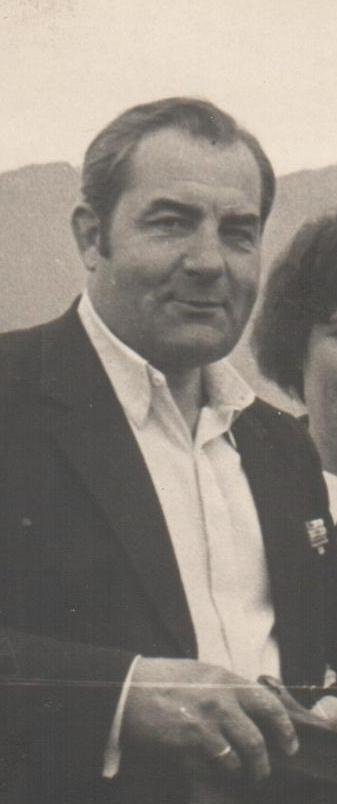
Петр Иванович Кузнецов

В апреле 1930 года в колхоз «Тулома» объединились 16 семей рыбаков и оленеводов, проживающих в селе Пяйве-Ярви. Через три года в колхозе стало 44 хозяйства. Посевная площадь в то время составляла 13 га, а поголовье крупного рогатого скота — 39 голов.
20 октября 1949 года с колхозом «Тулома» объединились колхозы «Восмус» и «Юркино». В 1954 году хозяйство возглавил Пётр Иванович Кузнецов, который руководил им 35 лет.
В колхозе было тогда 80 коров, 30 овец, 15 лошадей, 180 Га пахотной земли. Надой от коровы не превышал 730 кг молока в год. В 1958 году колхоз приобрел два первых трактора, на животноводческой ферме появилась первая доильная установка.
1 февраля 1971 года колхоз преобразован в совхоз «Тулома». В 1979 году в совхозе сдан в эксплуатацию крупный молочный комплекс на 1200 коров. По итогам Всесоюзного социалистического соревнования совхоз неоднократно награждался Переходящим Красным Знаменем ЦК КПСС, Совета Министров СССР, ВЦСПС, ЦК ВЛКСМ, причем дважды с занесением на Всесоюзную Доску Почёта ВДНХ СССР.
С 1989 года по 2005 год директором хозяйства являлся Константин Николаевич Попов. Под его руководством в 1994 году в совхозе «Тулома» был открыт цех по переработке молока, который позволил не только перерабатывать собственную продукцию, но и расширить её ассортимент. В 1998 году запущены две новые технологические линии: по производству творожных сырков и кефира. Была создана собственная торговая сеть, через которую напрямую молочная продукция поступает основным потребителям — жителям Мурманска и Мурманской области. 
1 февраля 2001 года совхоз преобразован в государственное областное унитарное сельскохозяйственное предприятие.

## Собственники и руководство
По состоянию на декабрь 2024 года ГОУСП «Тулома» принадлежит государству в лице Министерства природных ресурсов, экологии и рыбного хозяйства Мурманской области.
Директор — Андрей Городецкий.
Директора предприятия в разные годы: 
- Мякитало Эйно
- Сармана Э. М.
- Бузовой
- 1954-1989 — Кузнецов Пётр Иванович
- 1989-2005 — Попов Константин Николаевич
- 2006-2013 — Алексеев Андрей Владимирович
- 2013-2014 — Авакьянц Борис Юрьевич
- 2014-2016 — Петров Валерий Викторович
- 2016-2019 — Бугаенко Екатерина Богдановна
- 2019-2022 — Доголева Светлана Анатольевна
- С декабря 2022 года — Городецкий Андрей Вячеславович

## Производство
«Тулома» является единственным предприятием полного цикла производства молочной и мясной продукции, а также яйца куриного в Мурманской области.

### Кормовая база
В пользовании предприятия «Тулома» находится 2061 га сельскохозяйственных угодий, используемых для выращивания кормовых культур, что обеспечивает полноценное, сбалансированное по всем питательным веществам кормление животных.

### Животные
- Дойное стадо более 1200 коров, которое обеспечивает ежедневный надой молока более 17 тонн.
- Свинотоварная ферма на 1000 голов свиней.
- Птичник на 30 000 кур несушек.

### Продукция
Предприятие выпускает широкий спектр молочной продукции: молоко пастеризованное, кефир, йогурт, простоквашу, ряженку, сметану, творог, сыр, масло, сырки.

## Трудовой коллектив
Двум дояркам совхоза — Варваре Земдихановой и Евстолии Шубиной — присвоено звание Героя Социалистического Труда.